# Fort Moultrie
Fort Moultrie er et af de fire forsvarsanlæg, der tidligere beskyttede indsejlingen til Charlestons havn. De øvrige var Fort Johnson, Fort Sumter og Castle Pinckney. Fortet er bygget på Sullivans Island ved indsejlingen til havnen. Bygningen af fortet blev påbegyndt i 1776 inden USA's officielle løsrivelse fra England. South Carolina havde dog allerede erklæret sig uafhængig to år tidligere, og staten mente at have brug for beskyttelse af byen og havnen. Fortet blev nedlagt i 1947 efter 171 års tjeneste.

## Fortets første aktion
Allerede den 28. juni 1776 sejlede en engelsk flådestyrke under kommando af admiral, Sir Peter Parker mod byen. Styrken bestod af ni skibe med tilsammen ca. 200 kanoner. Overfor denne styrke stod det knap nok færdige fort, bygget af træ med kun 30 glatløbede kanoner. Kampen varede i 9 timer, hvorefter flådestyrken var nødt til at trække sig tilbage. Når besætningen på fortet kunne vinde kampen, skyldtes det efter legenden byggematerialet. Fortet var bygget to rækker af stammer af viftepalmer (Sabal Palmetto), rejst med ca. 5 meters mellemrum. Mellemrummet mellem de to rækker palmestammer var fyldt op med løst sand. Veddet fra palmerne er meget porøst og splintrede derfor ikke som almindeligt træ, når palisaderne blev ramt af datidens massive kanonkugler. Dette, kombineret med sandfyldet betød, at langt de fleste af englændernes kanonkugler blev stoppet af palisaderne uden at gøre skade. Efter slaget gav palisadeværket inspiration til både South Carolinas flag og kælenavn, Palmetto State.
En anden og nok så væsentlig årsag var fortets beliggenhed i forhold til indsejlingen til havnen. Fortet er placeret på en sådan måde, at skibe, der skal sejle ind i Charlestons havn, på grund af strøm- og dybdeforhold skal sejle en lang distance lige mod fortet, før de kan dreje ind i havnen. Da hovedparten af skibenes kanoner var tværstillede og krævede, at skibene havde bredsiden til målet, kunne de ikke affyre kanonerne, før de var drejet. Samtidigt angreb skibe typisk "i linje", det vil sige i kølvandsorden. Kanonererne på fortet kunne derfor koncentrere fortets ild om et enkelt skib ad gangen. Samtidig er Charlestons havn ret speciel, idet der fra indsejlingen til havnen, hvor Fort Moultrie lå, er ca. 6 – 7 kilometer ind til byen, så krigsskibene kunne ikke bare holde sig uden for rækkevidde af fortets kanoner og så bombardere byen i stedet. Chef for fortet under dette første slag var oberst (senere general) William Moultrie, som også havde været ansvarlig for opførelsen af fortet. For at ære hans indsats fik fortet navnet Fort Moultrie. Efter revolutionen var Moultrie i to perioder guvernør i South Carolina.

## Forfald og genopbygning
I 1780 lykkedes det for englænderne at erobre byen Charleston (over land), og dermed faldt også Fort Moultrie i engelske hænder. Først ved fredsslutningen i 1783 forlod de engelske styrker igen byen, og fortet fik lov til at forfalde, og i 1791, var fortet stort set væk. I 1793 udbrød der krig mellem England og Frankrig, og USA's regering besluttede at sikre den amerikanske kyst ved at opføre 20 forter langs Atlanterhavskysten, og et nyt Fort Moultrie blev opført, hvor det første tidligere havde stået. Dette nye fort var færdigt i 1798, men igen fik det lov til at forfalde, og i 1804 blev det fuldstændigt ødelagt af en orkan. I 1807 var mange af de 20 øvrige kystforter også voldsomt forfaldne, og regeringen besluttede igen at renovere dem. I 1809 blev det tredje Fort Moultrie opført, denne gang i mursten i stedet for træ, og det er dette fort, der stadig eksisterer, selv det har undergået diverse ændringer siden opførelsen.

## Borgerkrigen
Fra opførelsen og frem til 1860 skete der kun få ændringer med fortet, bortset fra at bevæbningen løbende blev forbedret. Efter krigen med England i 1812- 1814 anlagde man en kunstig ø i havnen, og på denne ø opførte man Fort Sumter. Med Fort Moultrie på havneindløbets nordlige side, Fort Sumter midt i haveindløbet og Fort Johnson på havneindløbets sydlige side, samt Castle Pinckney på en ø længere inde i havnen, var Charleston godt beskyttet mod fjendtlige angreb fra søsiden.
Imidlertid skulle fortet få sin ilddåb mod landsmænd. Den 21. december 1860 løsrev South Carolina sig fra unionen, og allerede den 26. december besluttede Fort Moultries kommandant, major (senere generalmajor) Robert Anderson sig for at forlade Fort Moultrie og flytte sine tropper ud til Fort Sumter. I januar sejlede et skib fra unionen, Star of The West, ind i Charlestons havn, og kadetter fra byens officersskole åbnede ild mod skibet. Det blev Den Amerikanske Borgerkrigs første skud. Den 2. april åbnede kanonerne på Fort Johnson efter ordre fra general Pierre Beauregard ild mod Fort Sumter, og efter 34 timers bombardement fra Fort Johnson og Fort Moultrie overgav Anderson fortet, og sydstatstropperne rykkede ind.
I 1863 belejrede nordstatstropper Charleston, og i april begyndte et mere end 20 måneder langt bombardement af Fort Moultrie og ikke mindst Fort Sumter. Forterne hold, men da sydstatstropperne forlod dem i februar 1865, var forterne (især Fort Sumter) kun ruindynger.

## Genopbygning og modernisering
I 1870'erne blev fortet så genopbygget og moderniseret. Der blev blandt andet bygget en række dybe betonbunkere. Der kom også ny bestykning på fortet blandt andet to 15 tommer Rodman kanoner. Disse kanoner, der vejer 25 ton stykket, og som kunne skyde et godt 200 kg tungt projektil ud på en afstand af mere end 4 kilometer, er de største kanoner, der nogensinde har været på fortet.
Senere blev fortet moderniseret flere gange, og der blev bygget nye kanonbatterier uden for fortets mure, blandt andet batterierne Batteri Jasper og Batteri Logan, der eksisterer endnu.

## Fra 2. verdenskrig til i dag
Under 2. verdenskrig var fortets hovedopgave at beskytte de minefelter, der var udlagt i indsejlingen til Charlestons havn. Desuden fungerede fortet som havnekontrolstation. I den forbindelse blev der opført yderligere bygninger på fortets område, men fortet kom aldrig i aktiv brug. I 1947 blev fortet officielt nedlagt som militær installation og overgik senere til National Park Service og har i dag status af National Monument og indgår som en enhed under Fort Sumter National Monument. Fortet er åbent for offentligheden og fungerer som museum.
Over fortet vajer et amerikansk flag med 15 stjerner og 15 striber. Dette flag er identisk med det, der vajede efter genopbygningen i 1809. Dengang bestod USA af 15 stater; de 13 oprindelige kolonier, der havde løsrevet sig, samt de to nye stater Vermont (1791) og Kentucky (1792). På toppen af en af voldene ligger en af de bygninger, der blev opført under 2. verdenskrig. Fra en signalmast på bygningen flages stadig med signalflagene H, E, C og P der står for Harbor Entry Control Post.

## Kendte personer på fortet
En del kendte personer, især militære, har gjort tjeneste på fortet i løbet af de 171 år, det var aktivt. Det gælder selvfølgelig generalmajor William Moultrie, den første kommandant, men også generalmajor Francis Marrion (1776), general William Tecumseh Sherman (1843), generalmajor Abner Doubleday (1860), generalmajor Robert Anderson (1860) og oberst George C. Marshall i 1933. Også forfatteren Edgar Allan Poe gjorde tjeneste på fortet i 1827 til 1828. Han skrev efter sigende novellen Guldbillen, mens han gjorde tjeneste på fortet, selv om den først udkom i 1843.
Uden for fortets hovedindgang ligger et gravsted. Her ligger seminolehøvdingen Osceola begravet. Han var leder af seminolestammen i Florida under den 2. Seminolekrig, og i 1837 blev han taget til fange og tilbageholdt i Fort Marion i Florida. I december samme år blev han sammen med 202 andre seminoler overført til Fort Moultrie. Her kunne indianerne færdes frit inden for fortets område, og Osceola fik også lov til et par gange at besøge Charleston, blandt andet for at gå i teateret. Men Osceloa blev syg, og allerede den 30. januar 1838 døde han, formodentlig af halsbetændelse.

## Eksterne referencer
- National Park Services Fort Moultrie side Arkiveret 14. januar 2006 hos  Wayback Machine
- Kort artikel om fortet Arkiveret 24. februar 2006 hos  Wayback Machine
- Billeder af Fort Moultrie fra borgerkrigen Arkiveret 6. januar 2006 hos  Wayback Machine
- Fort Moultries flag fra 1775 Arkiveret 27. marts 2006 hos  Wayback Machine

32°45′34″N 79°51′28″V / 32.759391666667°N 79.857791666667°V